# Zvezde plešejo (4. sezona)
4. sezona šova Zvezde plešejo se je začela spomladi 2020. Tako kot pretekle sezone jo vodita Peter Poles in Tara Zupančič, nespremenjeno pa je ostalo tudi sodniško omizje: Katarina Venturini, Nika Ambrožič Urbas, Lado Bizovičar in glavni sodnik Andrej Škufca. Posneli so le eno oddajo, preden so zaradi slabšanja pandemije Covida-19 šov prekinili.

## Tekmovalci
| Zvezda        | Znan(a) po                                     | Soplesalec        |
| ------------- | ---------------------------------------------- | ----------------- |
| Alya          | Pevka                                          | Miha Perat        |
| Denis Toplak  | Resničnostni zvezdnik (zmagovalec Kmetije)     | Nina Gerič        |
| Kaja Vidmar   | Model in igralka (Moji, tvoji, najini)         | Miha Vodičar      |
| Jani Jugovic  | Vloger (Cool Fotr)                             | Nika Bagon        |
| Mojca Funkl   | Igralka (Usodno vino, Reka ljubezni)           | Arnej Ivkovič     |
| Luka Žvižej   | Rokometaš (FC Barcelona)                       | Tadeja Pavlič     |
| Kataya        | Pevka                                          | Nejko Peter Levak |
| Miki Vlahović | Glasbenik, član skupine Victory                | Valeriya Musina   |
| Teja Jugovic  | Vlogerka (Cool Mamacita)                       | Tomaž Šter        |
| Tomaž Mihelič | Novinar in modni agent, član Sester (Marlenna) | Martina Plohl     |

Tekmovalce v živo spremlja Plesni orkester POP TV pod okriljem Bojana Zupančiča z vokalisti Karin Zemljič, Davidom Matićijem in Mitjem Šinkovcem.

## Tedenske ocene, plesi in pesmi

#### 1. oddaja
- 8. marec 2020
- V prvi oddaji so nastopile zvezdnice. Izločanja ni bilo.
- Zaradi koronavirusa v studiu ni bilo gledalcev.

| #  | Plesni par     | Ples            | Pesem                                                                           | Ocene sodnikov | Ocene sodnikov | Ocene sodnikov | Ocene sodnikov | Ocene sodnikov |
| #  | Plesni par     | Ples            | Pesem                                                                           | L              | N              | K              | A              | ∑              |
| -- | -------------- | --------------- | ------------------------------------------------------------------------------- | -------------- | -------------- | -------------- | -------------- | -------------- |
| 1. | Teja & Tomaž   | jive            | "Faith" (Stevie Wonder ft. Ariana Grande)                                       | 5              | 6              | 4              | 2              | 17             |
| 2. | Kaja & Miha    | čačača          | "Señorita" (Shawn Mendes & Camila Cabello)                                      | 6              | 7              | 3              | 2              | 18             |
| 3. | Mojca & Arnej  | quickstep       | "It Don't Mean a Thing (If It Ain't Got That Swing)" (Tony Bennett & Lady Gaga) | 7              | 8              | 7              | 4              | 26             |
| 4. | Kataya & Nejko | angleški valček | "If I Ain't Got You" (Alicia Keys)                                              | 5              | 5              | 4              | 2              | 16             |
| 5. | Alya & Miha    | samba           | "Hips Don't Lie" (Shakira ft. Wyclef Jean)                                      | 6              | 6              | 5              | 3              | 20             |